# استان‌های ترکیه
کشور ترکیه ۸۱ استان دارد. مراکز همه استان‌ها به جز سه استان با خود استان همنام هستند. سه استان نامبرده عبارت‌اند از: ختای (مرکز: انتاکیه)، قوجا ایلی (مرکز: ایزمیت)، سقاریه (مرکز: آداپازاری) و گاهی به استان مرسین استان ایچل هم می‌گویند. هرکدام از استان‌های ترکیه به چندین بخش (معادل شهرستان در ایران) تقسیم شده است.

## اژه

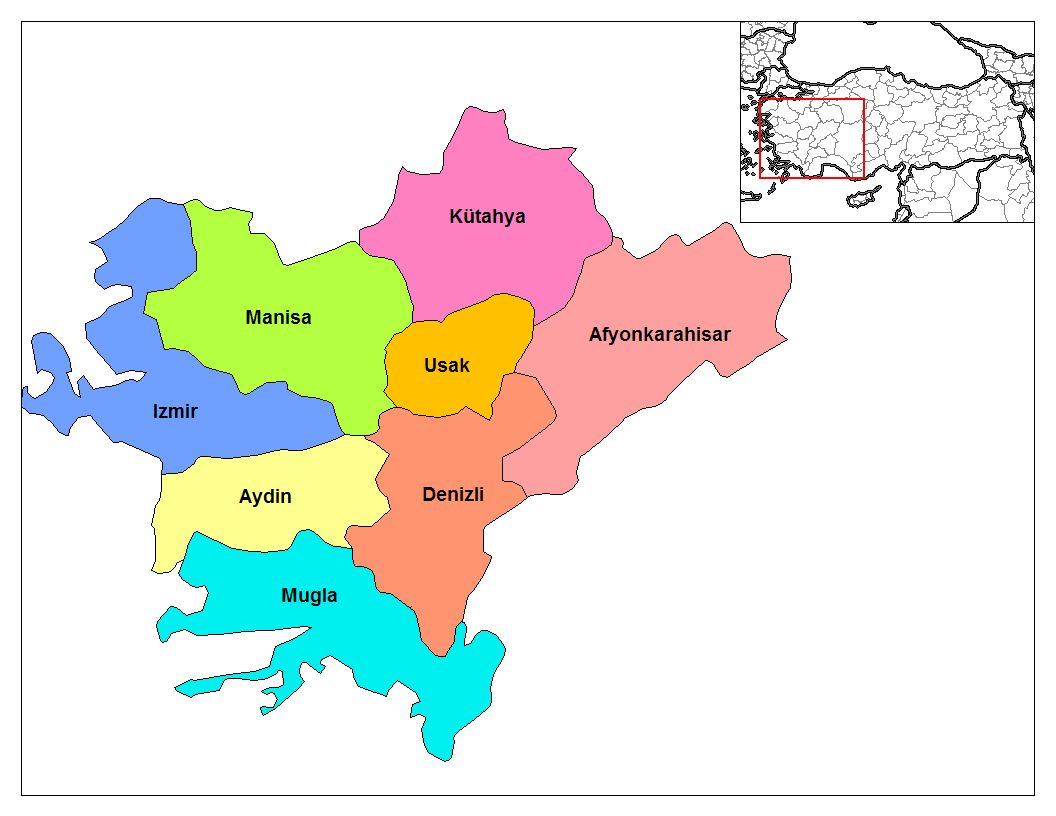

- ازمیر
- افیون قره‌حصار
- آیدین
- دنیزلی
- عُشاق
- کوتاهیه
- مانیسا
- موغله

## دریای سیاه

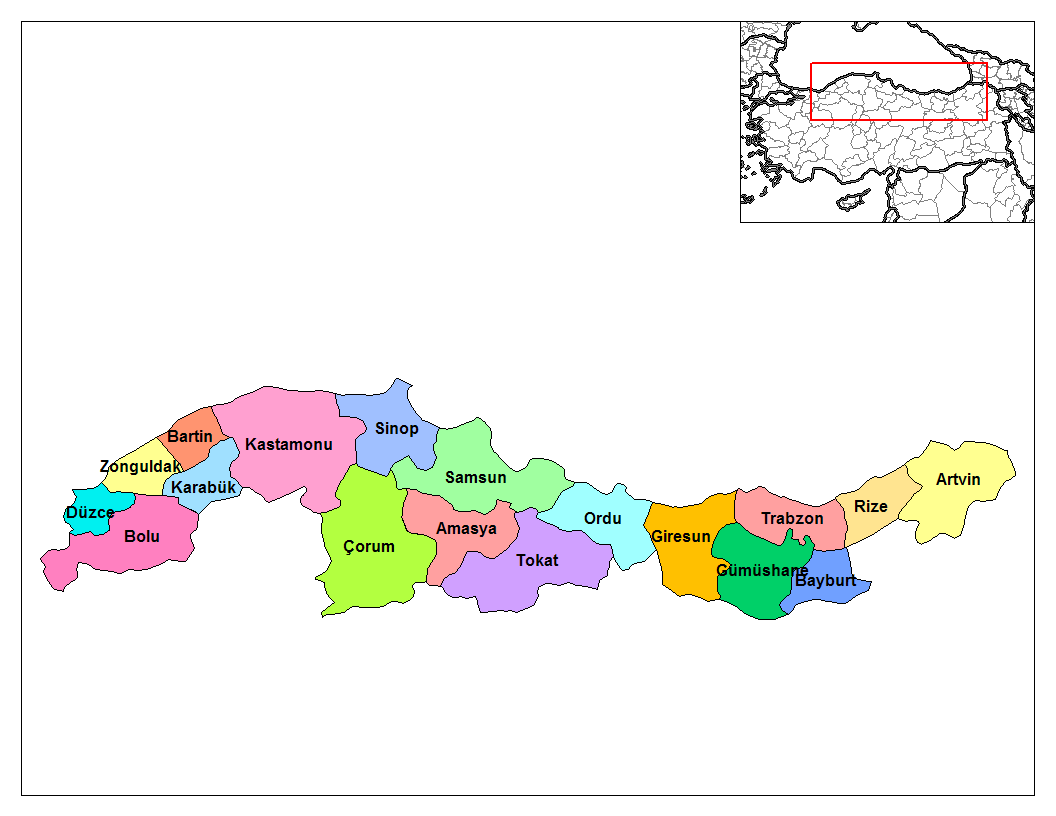

- آرتوین
- اردو
- آماسیه
- بارتین
- بایبورت
- بولی
- ترابزون
- توقات
- چوروم
- دوزجه
- ریزه
- زونگولداغ
- سامسون
- سینوپ
- قره‌بوک
- قسطمونی
- گوموش‌خانه
- گره‌سون

## آناتولی مرکزی

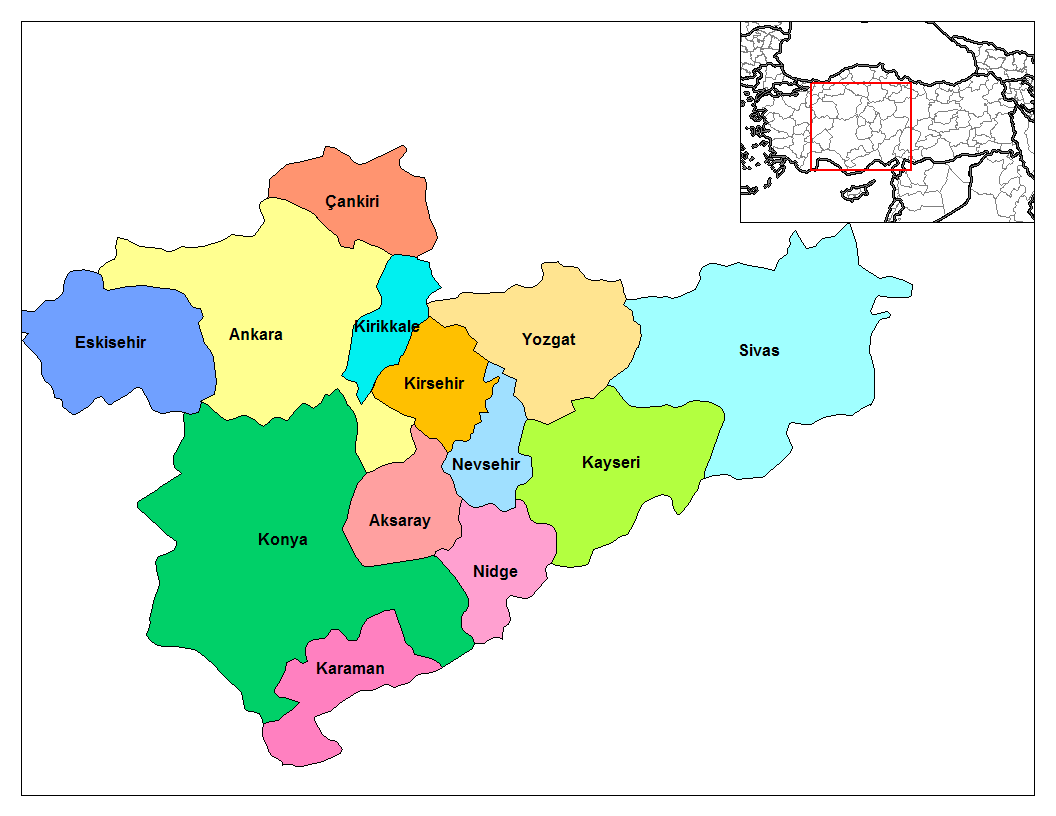

- اسکی‌شهر
- آق‌سرای
- آنکارا
- چانقری
- سیواس
- قرشهر
- قیریق‌قلعه
- قونیه
- قیصریه
- قرامان
- نوشهر
- نیغده
- یوزگات

## آناتولی شرقی

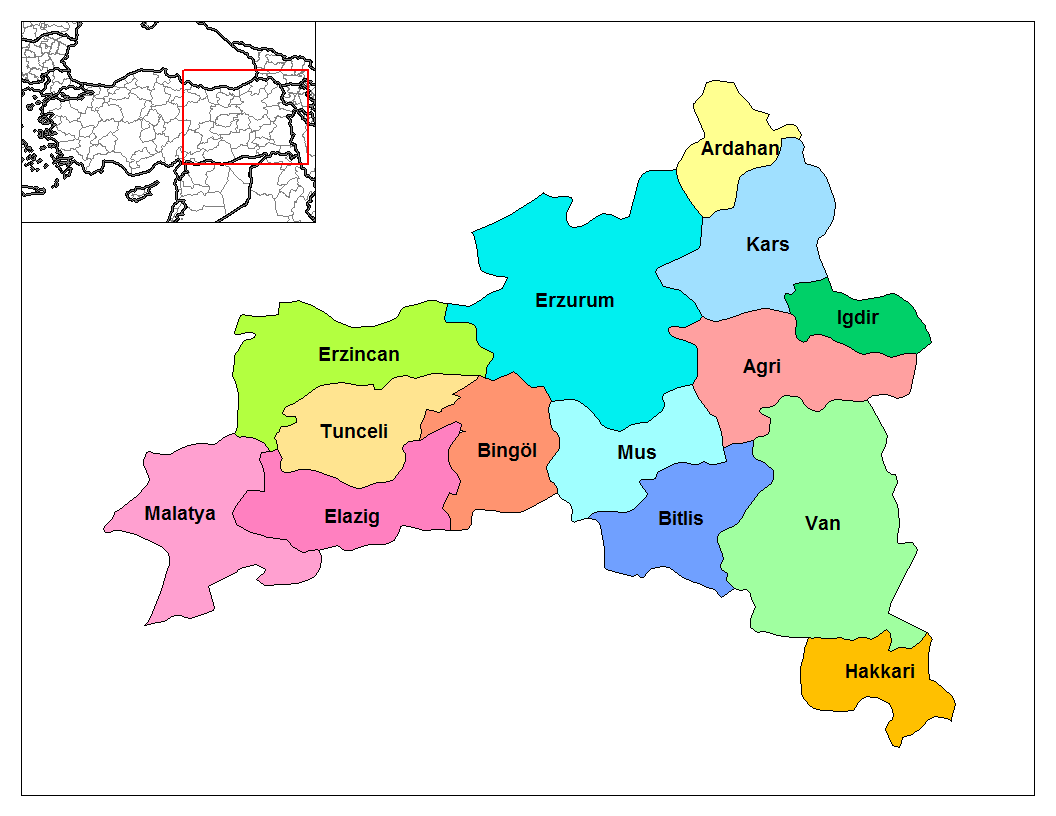

- اردهان
- ارزروم
- ارزنجان
- آغری
- الازیغ
- ایغدیر
- بتلیس
- بینگول
- تونج‌ایلی
- حکاری
- سعرد
- قارص
- ملطیه
- موش
- وان

## مرمره

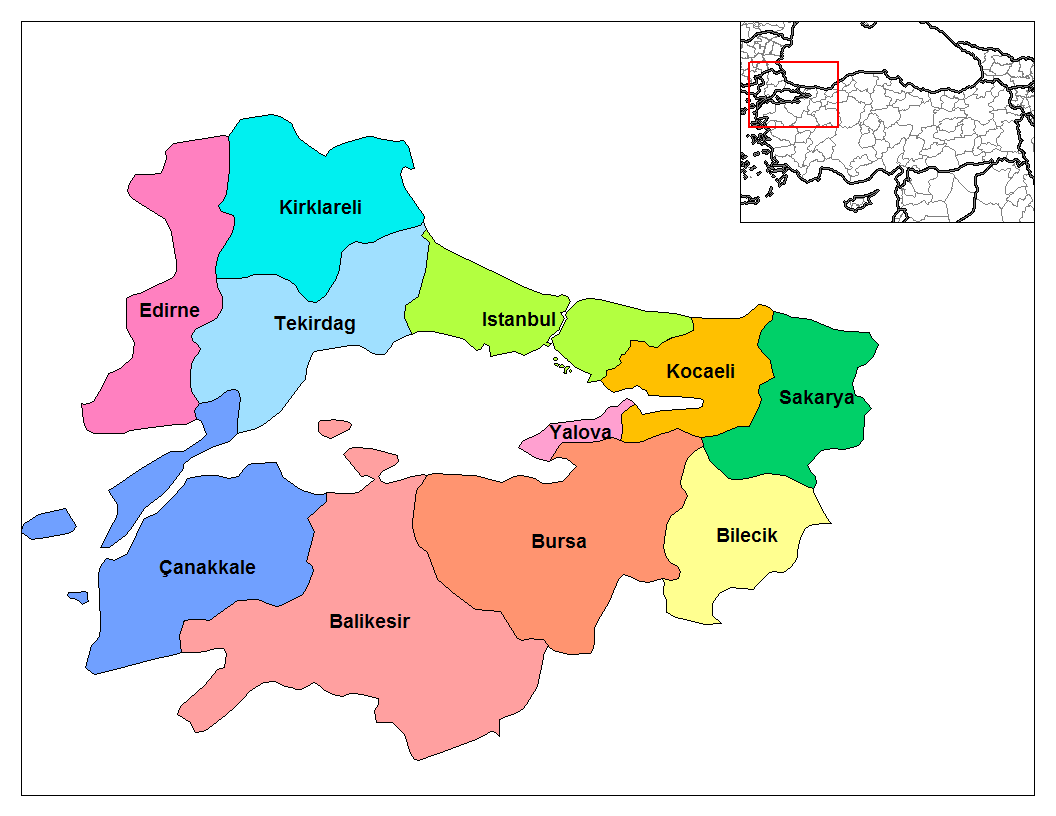

- ادرنه
- استانبول
- بالیکسیر
- بورسا
- بیله‌جک
- تکیرداغ
- چاناق‌قلعه
- سقاریه
- قوجاایلی
- قرقلرایلی
- یالوا

## مدیترانه

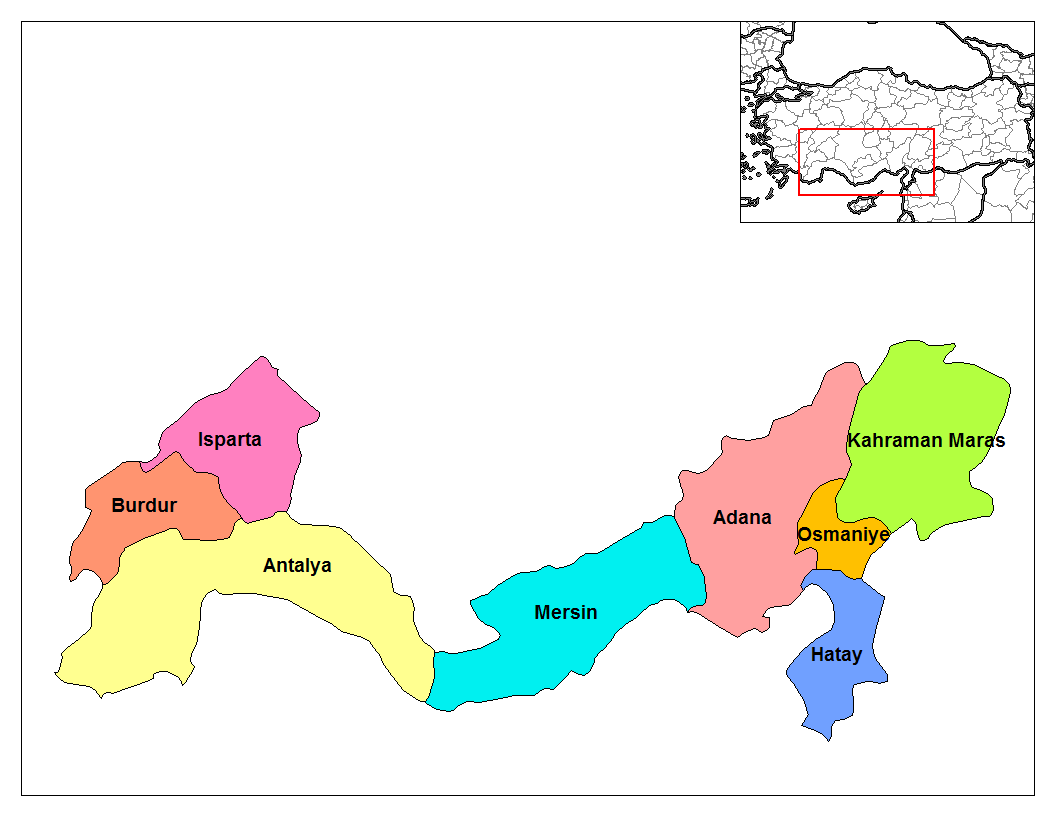

- آدانا
- اسپارتا
- آنتالیا
- بوردور
- ختای
- عثمانیه
- قهرمان مرعش
- مرسین

## آناتولی جنوب شرق

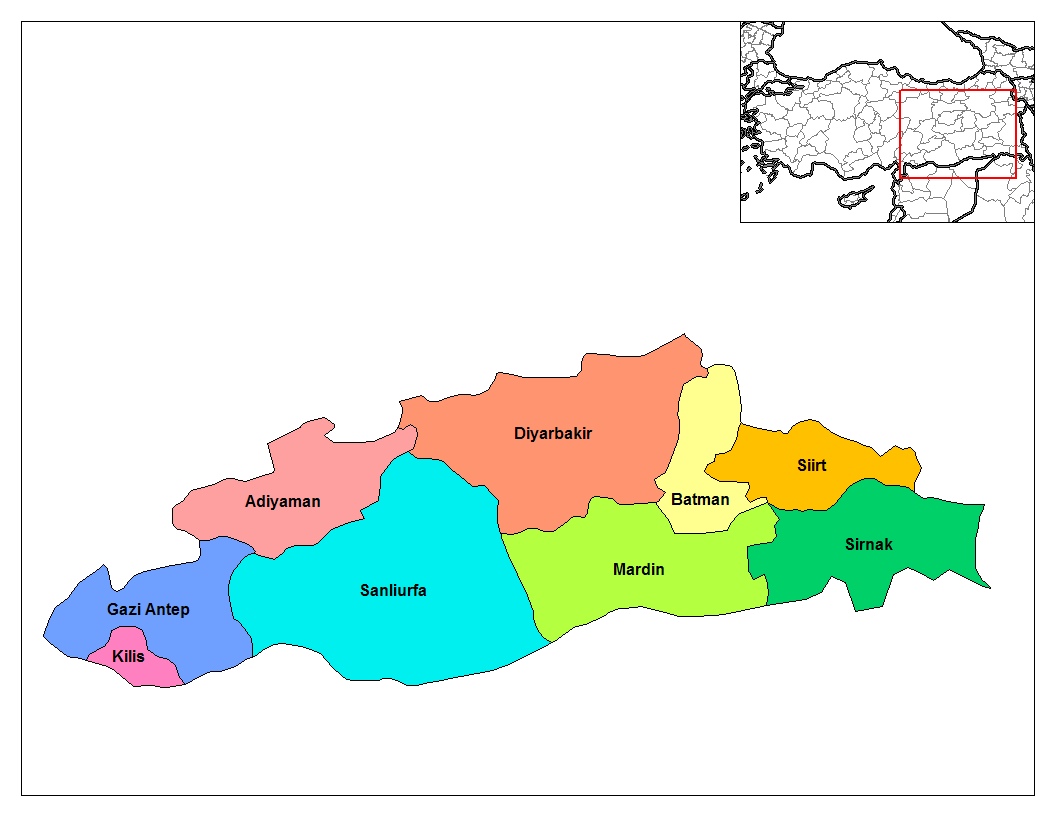

- آدیامان
- باتمان
- دیاربکر
- شانلی‌اورفه
- شرناق
- غازی عینتاب
- کیلیس
- ماردین

## استان‌های ناموجود پیشین

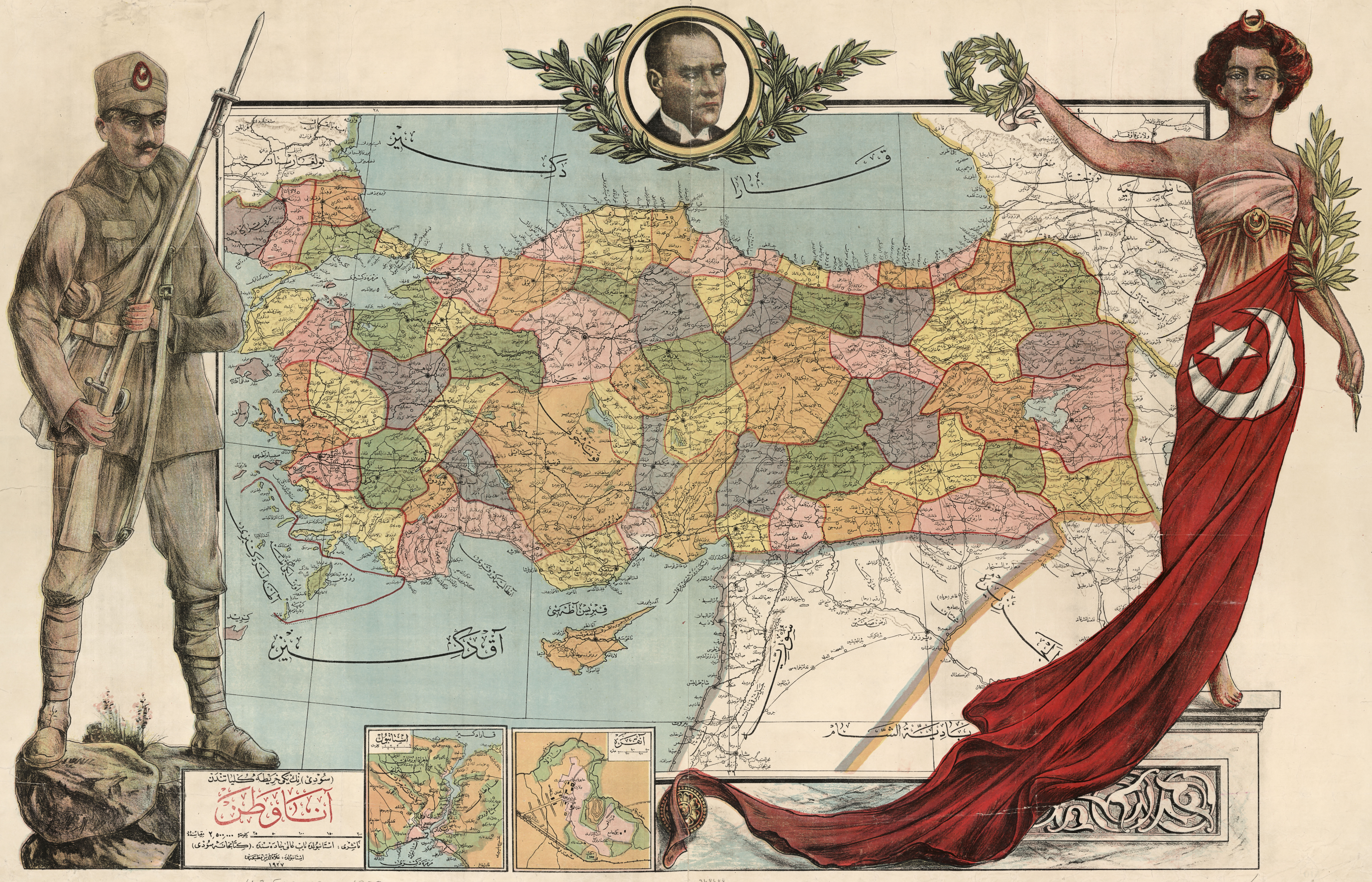
نقشه ۱۹۲۷ استان های ترکیه که قبل از اصلاح الفبا منتشر شده بود

- دغوبایزید که اکنون بخشی از استان آغری ست
- چاتالجا که اکنون بخشی از استان استانبول است
- الازیغ مادنی که اکنون بخشی از استان الازیغ است
- گلیبولو که اکنون بخشی از استان چاناق قلعه است
- گنچ که اکنون بخشی از استان بینگول است
- کوزان که اکنون بخشی از استان آدانا ست
- شبین قره‌حصار که اکنون بخشی از استان گیره‌سون است
- سیورک که اکنون بخشی از استان شانلی‌اورفه است
- سلوکیه که اکنون بخشی از استان مرسین است